# Singles (álbum de Thalía)
Singles es un álbum recopilatorio de la cantante mexicana Thalía. Este álbum contiene las mejores canciones de sus primeros 4 álbumes de estudio, Thalía, Mundo de cristal, Love y la banda sonora de Marimar, los cuales fueron lanzados por el primer sello discográfico de Thalía Fonovisa. Este álbum fue lanzado el 14 de octubre de 2016 bajo el sello discográfico de Universal Music, matriz actual de Fonovisa.

## Lista de canciones
| N.º | Título                    | Duración |  |
| 1.  | «Amarillo azul»           | 3:49     |  |
| 2.  | «Marimar»                 | 3:21     |  |
| 3.  | «Pienso en ti»            | 4:47     |  |
| 4.  | «María Mercedes»          | 2:49     |  |
| 5.  | «Sudor (Parte I y II)»    | 5:06     |  |
| 6.  | «A la orilla del mar»     | 3:47     |  |
| 7.  | «Nunca sabrá»             | 5:41     |  |
| 8.  | «Saliva»                  | 3:14     |  |
| 9.  | «Love»                    | 4:19     |  |
| 10. | «En la intimidad»         | 5:18     |  |
| 11. | «El poder de tu amor»     | 5:06     |  |
| 12. | «El bronceador»           | 3:28     |  |
| 13. | «Flor de juventud»        | 4:11     |  |
| 14. | «Thalisman (Talismán)»    | 5:06     |  |
| 15. | «El bombo de tu corazón»  | 4:37     |  |
| 16. | «No es el momento»        | 3:51     |  |
| 17. | «Un pacto entre los dos»  | 3:20     |  |
| 18. | «Aeróbico»                | 3:21     |  |
| 19. | «Fuego cruzado»           | 4:36     |  |
| 20. | «Déjame escapar»          | 4:55     |  |
| 21. | «Flores secas en la piel» | 5:42     |  |

- Datos: Q42906462